# Vaçe Zela
Vaçe Zela (Lushnjë, 7 aprile 1939 – Basilea, 6 febbraio 2014) è stata una cantante albanese.
Ha iniziato la propria carriera nel 1962 vincendo la prima edizione del Festivali i Këngës che si aggiudicherà altre 10 volte.
Il 24 dicembre 2002 il presidente albanese Alfred Moisiu l'ha decorata con la Urdhri Nderi i Kombit.

## Discografia
- Rrjedh Në Këngë E Ligjërime
- Çelu si mimoza
- Djaloshi Dhe Shiu
- E Dua Vendin Tim
- Esperanza
- Ëndrra Ime
- Flakë E Borë
- Fëmija E Parë
- Gjurmët E Arta
- Gjyshes
- Gonxhe Në Pemën E Lirisë
- Kur Jam Pranë Teje
- Këngë Për Shkurte Vatën
- Këngët E Vendit Tim
- Lemza
- Mesnatë
- Mësuesit Hero
- Natën Vonë
- Në Shtëpinë Tonë
- Në Çdo Zemër Mbjell Gëzim
- Nënë Moj Do Pres Gërshetin
- Nuk E Fshehim Dashurinë
- O Diell I Ri
- Për Arbërinë
- Rrisim Jetën Tonë
- Serenatë Për Nusen
- Shoqet Tona Ilegale
- Shqiponja E Lirisë
- Sot Jam 20 Vjeç
- Të Lumtur Të Dua
- Valsi I Lumturisë
- Vashëzo